# Zołotawa
Zołotawa (ros. Золотава) – wieś w Rosji, w rejonie charowskim obwodu wołogodzkiego. W 2010 r. liczyła 102 mieszkańców.